# Юсухара
Юсухара (яп. 檮原町 Юсухара-тё) — посёлок в Японии, находящийся в уезде Такаока префектуры Коти. Площадь посёлка составляет 236,51 км², население — 3762 человека (1 августа 2014), плотность населения — 15,91 чел./км².

## Географическое положение
Посёлок расположен на острове Сикоку в префектуре Коти региона Сикоку. С ним граничат город Сейё и посёлки Цуно, Симанто, Кихоку, Кумакоген.

## Население
Население посёлка составляет 3762 человека (1 августа 2014), а плотность — 15,91 чел./км². Изменение численности населения с 1980 по 2005 годы:
| 1980 | 5750 чел. |  |
| 1985 | 5407 чел. |  |
| 1990 | 5020 чел. |  |
| 1995 | 4998 чел. |  |
| 2000 | 4860 чел. |  |
| 2005 | 4625 чел. |  |